# Camp d'internement de Nunspeet
Le camp d'internement de Nunspeet (néerlandais : Vluchtoord Nunspeet) était durant la Première Guerre mondiale un centre d'accueil pour les réfugiés belges situé dans la ville néerlandaise de Nunspeet. La majorité des réfugiés étaient originaires de la ville d'Anvers.

## Historique

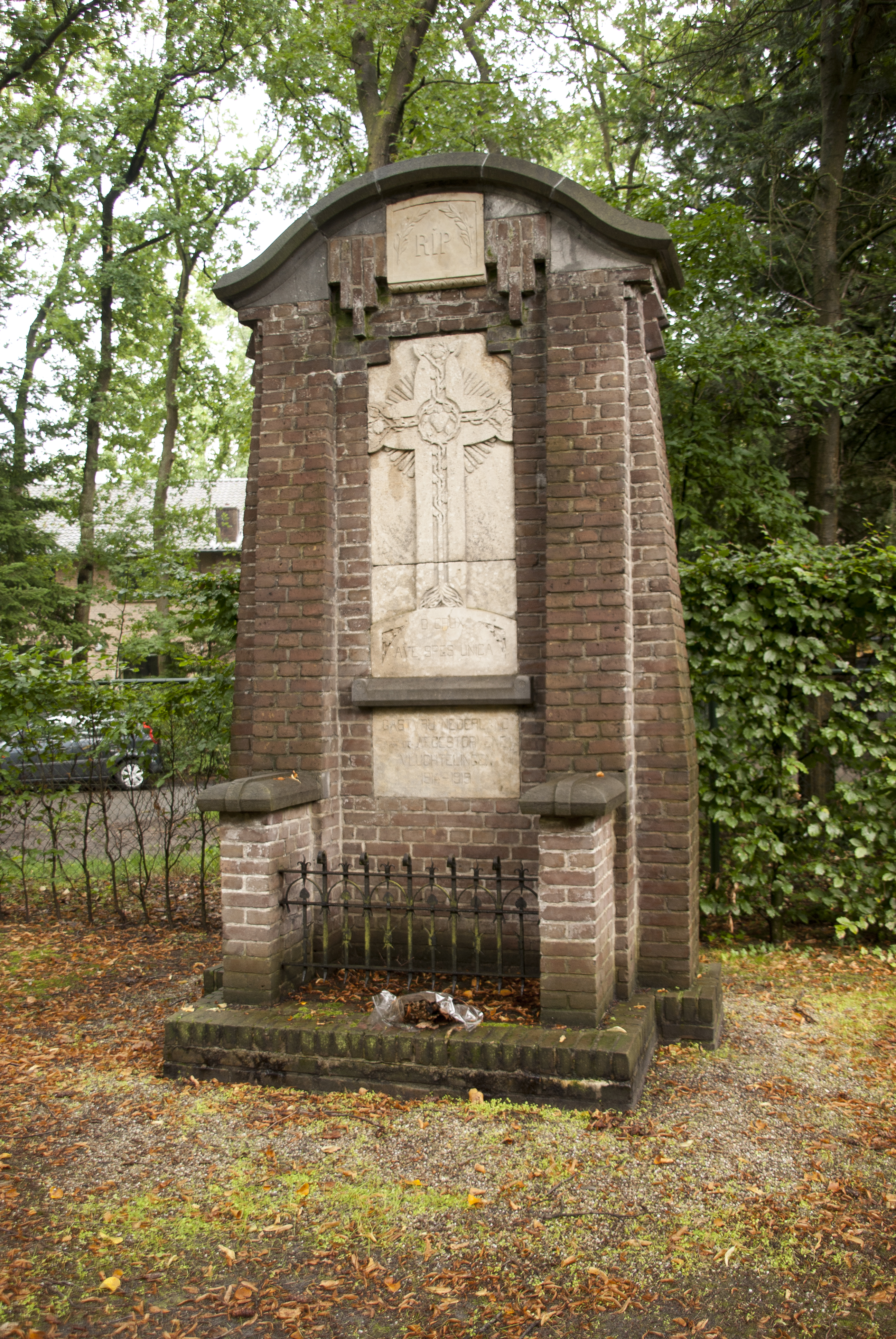
Le monument belge dans le vieux cimetière de Nunspeet.

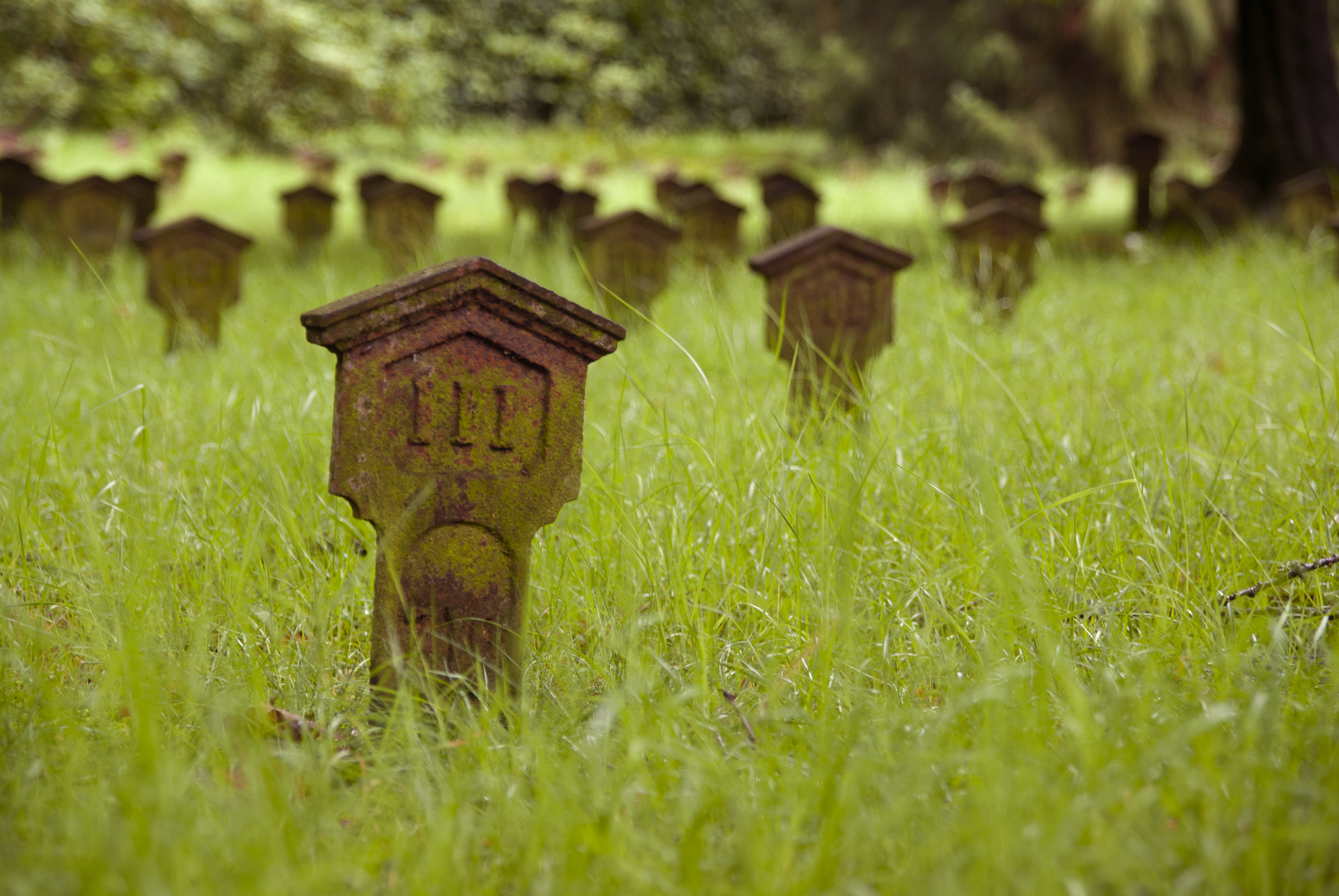
Tombe anonyme d'enfant réfugié belge.

La construction du camp démarra en novembre 1914. Il était divisé en 4 villages, comprenait un total de 70 baraquements et occupait une superficie de 15 hectares. Il y avait des dortoirs, réfectoires, une église, un théâtre, une polyclinique et une crèche, le tout clôturé et sous la responsabilité d'un ancien officier. Le camp était construit pour accueillir 13 000 personnes mais le nombre de réfugiés ne dépassa jamais les 6 529. La plupart provenaient des classes sociales les moins aisées. La situation sanitaire laissait à désirer et lors d'une épidémie en 1915, 264 enfants décédèrent. Une partie du camp était réservée aux personnes considérées comme indésirables par les autorités néerlandaises : le baraquement Congo était occupé par les détenus alors que la baraque Jan Steen accueillait les prostituées. Lorsqu'en 1917, le camp de réfugiés d'Ede fut fermé, ses occupants y furent transférés. En 1919, le camp de Nunspeet fut également fermé.
Plus tard, sur l'emplacement du camp, à proximité de la route provinciale 795, un quartier résidentiel fut construit qui est appelé localement Belgenkamp. Le nom des rues de ce quartier rappelle également les origines des réfugiés. En effet, ils font référence aux membres de la famille royale belge : Albertlaan, Astridlaan, Boudewijnplantsoen, Fabiolalaan, Leopoldlaan et la Paolalaan. Dans les fermes autour de Nunspeet, on peut retrouver de la monnaie belge qui a probablement servi à l'achat de laits et autres denrées alimentaires.

## Source
- (nl) Cet article est partiellement ou en totalité issu de l’article de Wikipédia en néerlandais intitulé « Vluchtoord Nunspeet » (voir la liste des auteurs).